# 修女耶稣堂
修女耶稣堂（Gesù delle Monache）又名圣雅纳略门圣史若望堂（San Giovanni Evangelista in Porta San Gennaro），是一座罗马天主教教堂，位于意大利那不勒斯市中心的圣雅纳略门附近。

## 历史
斐迪南一世的王后阿拉贡的乔安娜（1455年至1517年）希望兴建此堂作为皇家墓地，但阿拉贡王朝仍继续安葬在圣多明我堂。该堂完成于1582年，属于 贫穷修女会管理。
该堂的立面为后期文艺复兴风格，而内部为巴洛克风格，装饰华丽，除绘画以外，白釉陶器（maiolica）地面完成于1731年

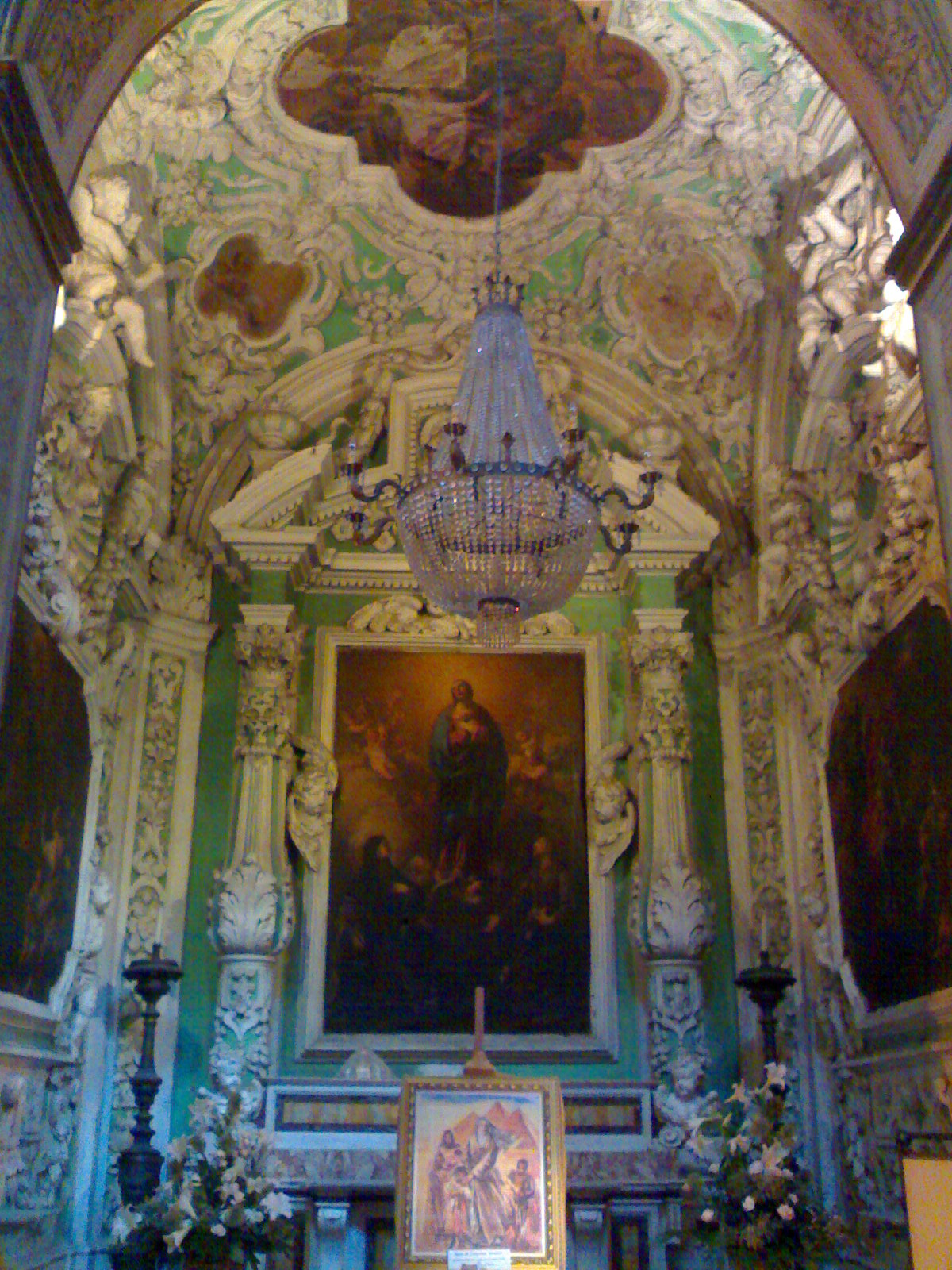
小堂

。

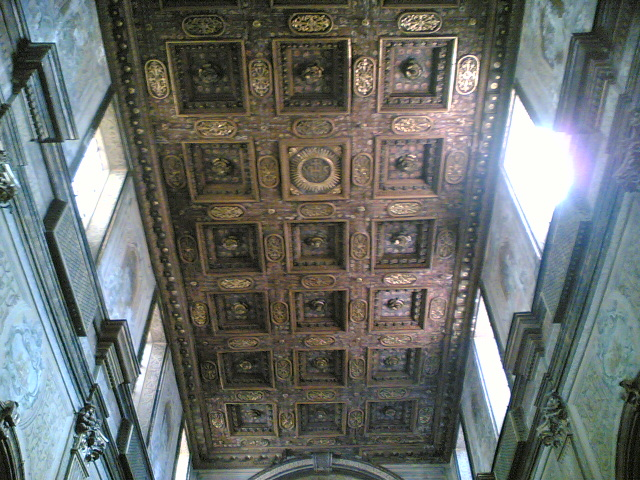
天花板
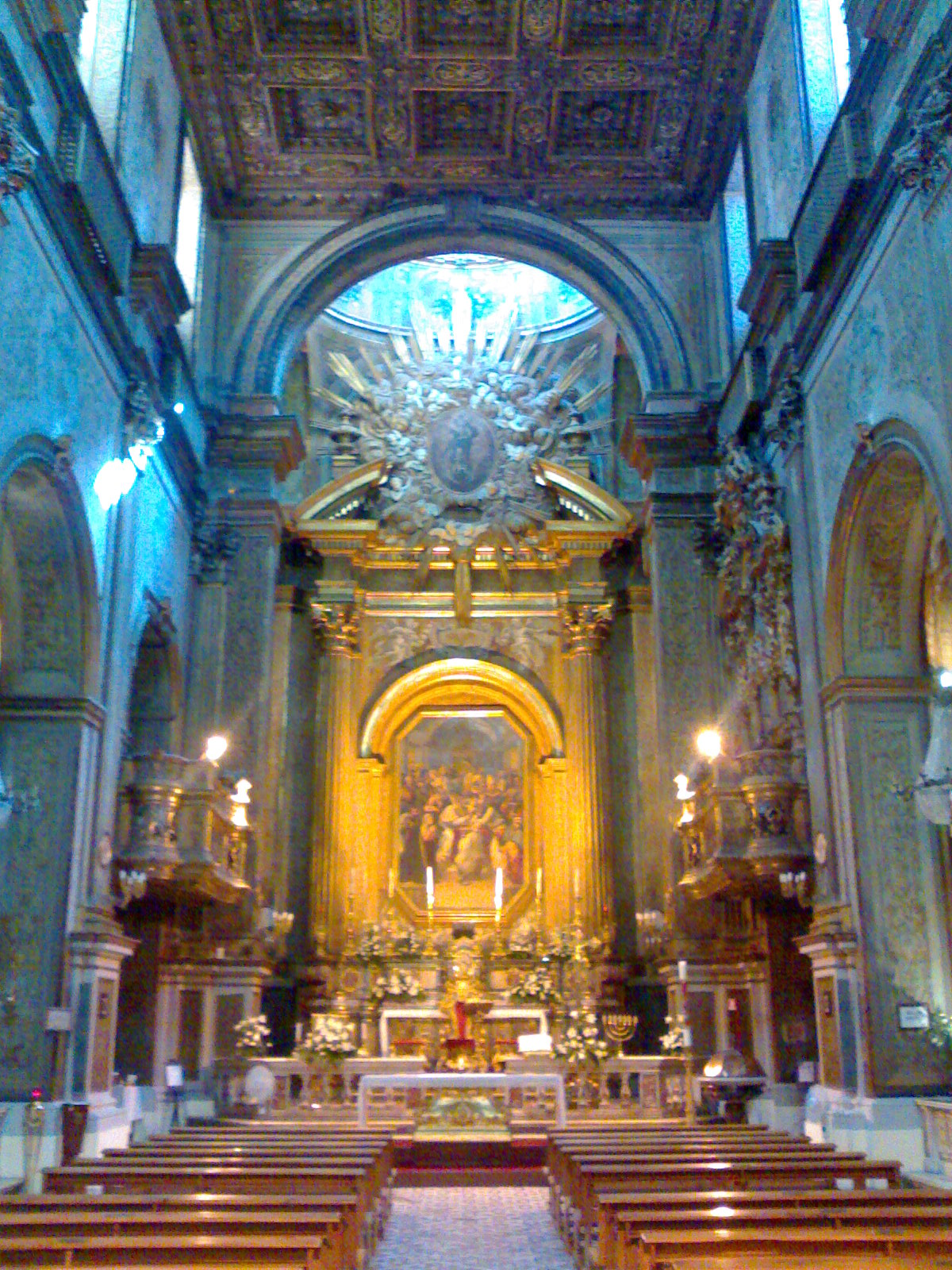
祭台